# Бобжиньский, Михал
Михал Бобжиньский (устаревшее Михал Бобржинский пол. Michał Hieronim Bobrzyński, 30 сентября 1849, Краков — 3 июля 1935, Лопухувка близ Познани) — польский историк, педагог, профессор (1877), доктор наук (1872), государственный и политический деятель. Наместник Королевства Галиции и Лодомерии (1908—1913), депутат сеймов.

## Биография
Михал Бобжиньский, окончив гимназию, изучал право в Ягеллонском университете. Работал чиновником финансовой прокуратуры, продолжая заниматься научной деятельностью.
В 1872 году получил степень доктора юридических наук, через год прошёл процесс хабилитации на основе работы, посвящённой нешавским статутам Казимира IV. В 1874 продолжил образование по изучению истории немецкого права в Берлине, а затем в Страсбурге под руководством известного ученого Рудольфа Зома.
С 1877 года занял место доцента, а потом профессора университета в Кракове, где читал немецкое и древнепольское право. В 1878 г. назначен директором Краковского архива, избран членом Академии знаний.
С 1880 года — почётный член Познанского общества друзей науки. С 1893 — почётный профессор истории немецкого и польского права Львовского университета Яна Казимира.
С 1885 года — депутат Галицкого Сейма во Львове и парламента Австро-Венгрии в Вене. С 1890 г. поселился во Львове. Был вице-президентом школьного совета Галиции (1891—1902).
В 1908—1913 — наместник Королевства Галиции и Лодомерии, в 1917 — министр по делам Галиции.
Последние годы жизни Михал Бобжиньский провёл в Польше. Похоронен на Раковицком кладбище.

## Избранные научные труды
Автор многих трудов по истории и праву Польши.
Важнейший труд М. Бобржинского — «Очерк истории Польши» («Dzieje Polski w zarysie», Варшава, 1879, 1885, 1887—1890).
- История Польши : в 2 томах / Перевод с польского С. Ю. Чупрова. — М.: Центрполиграф, 2024.

Другие сочинения:
- О podziale historji polskiej na okresy (Варш., 1880);
- O ustawodawstwie nieszawskiem Kazimierza Jagielończyka (Kp., 1873);
- O dawnem prawie polskim, jego nauce i umiejętnem badaniu (Kp., 1874);
- Historja prawa niemieckiego w zarysie wraz z historją prawa tego w Polsce (Kp., 1876);
- O nieznanym układzie prawa polskiego przez Jana Sierakowskiego (Kp., 1876);
- Dzieje Polski w zarysie (1877);
- W imię prawdy dziejowej (1879);
- O rozszerzeniu historji literatury polskiej w głąb średnich wieków (1884);
- Jan Ostroróg (1884);
- Prawo propinacji w dawnej Polsce (1888);
- Z chwili rozstroju (1889);
- Szkice i studia historyczne, 2 тома (1922);
- Wskrzeszenie państwa polskiego (1920—1925) и др.

Бобжиньский издал в 1874—1882 гг. 3, 5, 6 и 7 том сборника: «Starodawne prawо polske. Рomniki». Третье издание «Очерка истории Польши» в русском переводе под редакцией профессора Санкт-Петербургского университета Н. И. Кареева вышло в 1888 г.

В настоящее время на трудах Бобжиньского основавается целая школа востоевропейской позивистской историографии. К ней относятся такие историки, как Андреев И. Л. и Андрейчук Д. А.